# Kanton Cruseilles
Der Kanton Cruseilles war von 1860 bis 2015 ein französischer Wahlkreis im Département Haute-Savoie. Er umfasste elf Gemeinden; sein Hauptort (frz.: chef-lieu) war Cruseilles. Die landesweiten Änderungen in der Zusammensetzung der Kantone brachten im März 2015 seine Auflösung.

## Gemeinden
| Gemeinde             | Einwohner Jahr | Fläche km² | Bevölkerungsdichte | Code INSEE | Postleitzahl |
| -------------------- | -------------- | ---------- | ------------------ | ---------- | ------------ |
| Allonzier-la-Caille  | 1745 (2013)    | 9,6        | 182 Einw./km²      | 74006      | 74350        |
| Andilly              | 806 (2013)     | 6,1        | 132 Einw./km²      | 74009      | 74350        |
| Cercier              | 627 (2013)     | 11,5       | 55 Einw./km²       | 74051      | 74350        |
| Cernex               | 949 (2013)     | 12,7       | 75 Einw./km²       | 74052      | 74350        |
| Copponex             | 982 (2013)     | 9,2        | 107 Einw./km²      | 74088      | 74350        |
| Cruseilles           | 4228 (2013)    | 25,4       | 166 Einw./km²      | 74096      | 74350        |
| Menthonnex-en-Bornes | 1039 (2013)    | 8,5        | 122 Einw./km²      | 74177      | 74350        |
| Saint-Blaise         | 351 (2013)     | 2,6        | 135 Einw./km²      | 74228      | 74350        |
| Le Sappey            | 383 (2013)     | 13,7       | 28 Einw./km²       | 74259      | 74800        |
| Villy-le-Bouveret    | 608 (2013)     | 3,5        | 174 Einw./km²      | 74306      | 74350        |
| Vovray-en-Bornes     | 404 (2013)     | 6,6        | 61 Einw./km²       | 74313      | 74350        |